# Li Volsi
Li Volsi war eine italienische Künstlerfamilie des 16. und 17. Jahrhunderts auf Sizilien.

## Leben
Ausgangspunkt des künstlerischen Schaffens war die Werkstatt der Brüder Giovan und Giuseppe Li Volsi in Nicosia. Hier entstanden zahlreiche polychrome Holzskulpturen, Chorgestühle und andere Ausstattungsgegenstände für Kirchen, vor allem in der Provinz Enna. Daneben waren sie auch als Stuckateure und Baumeister tätig.
Giovan Battista Li Volsi ging später mit seinen Söhnen von Nicosia nach Tusa, wo er eine Dependance des Familienunternehmens gründete.

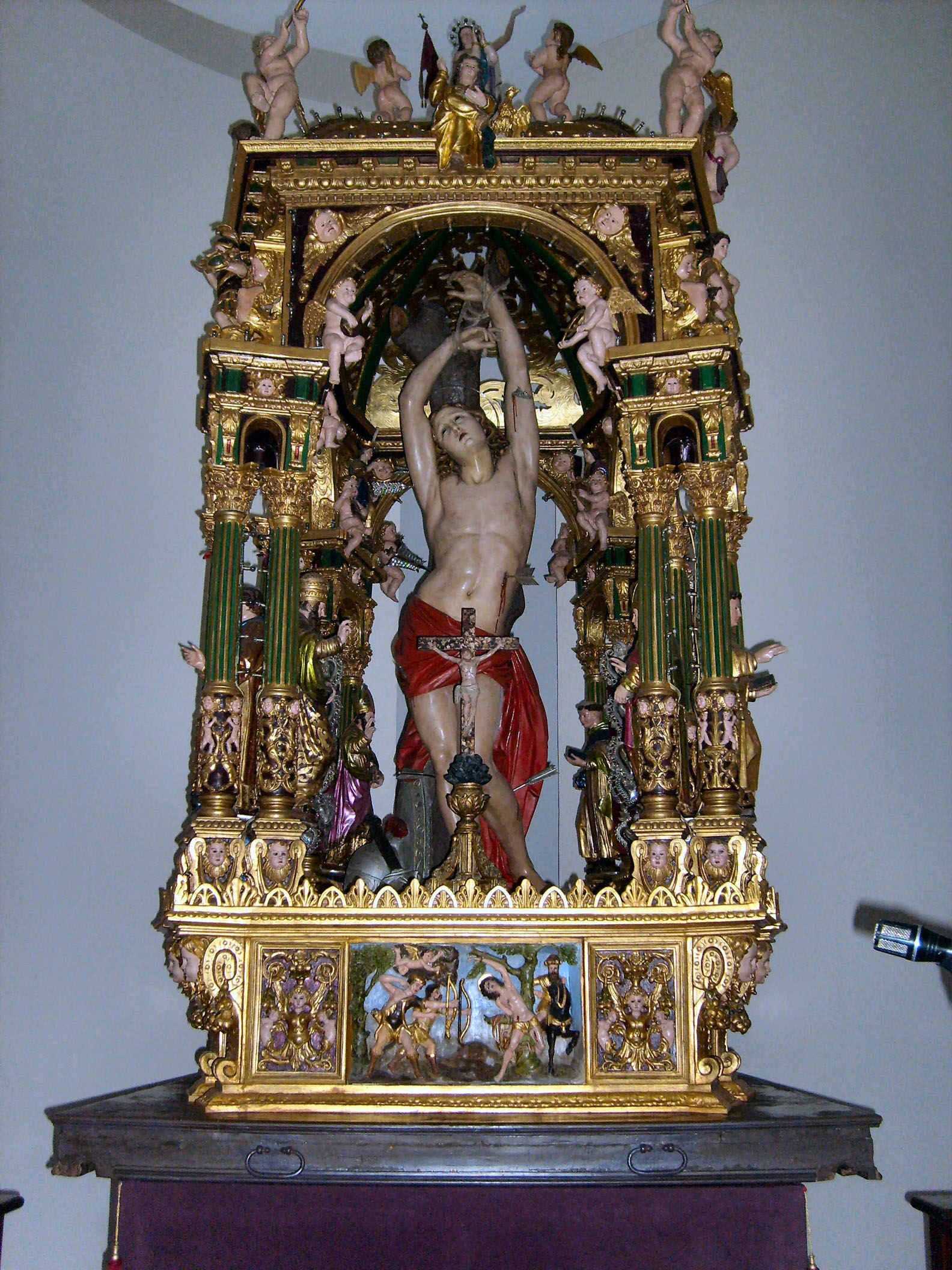
Giuseppe und Giovan Battista Li Volsi: Schnitzgehäuse für eine Heiligenfigur (Sankt Sebastian) um 1610. Chiesa di San Sebastiano (Mistretta)

## Giovan Battista Li Volsi
Tätig in der ersten Hälfte des 17. Jahrhunderts, Bruder von Giuseppe, Vater von Stefano, Bildhauer des Spätmanierismus und Barock
Werke (Auswahl)
- Chiesa di San Sebastiano (Mistretta): Entwurf der Kirche mit dem Bruder Giuseppe (1610)
- Chiesa di San Sebastiano (Mistretta): Polychrome Schnitzfiguren Josef mit dem Jesusknaben
- Cattedrale di San Nicolò (Nicosia): Chorgestühl aus Walnuss, gemeinsam mit dem Sohn Stefano Li Volsi (1622)
- Cattedrale di San Nicolò (Nicosia): Holzskulptur des Heiligen Nikolaus und Johannes des Täufers
- Chiesa della Donna Nuova (Enna): Madonna und Christus Salvator (1617)
- Santa Maria Maggiore (Nicosia): Sant’Onofrio als Einsiedler und ein Schutzengel
- Chiesa San Giovanni Battista (Tusa): Johannesstatue auf dem Hauptaltar
- Margherita (Agira): Geschnitzter Holzchor mit dem Sohn Stefano
- Chiesa di San Pietro (Mistretta): Statue des Apostels Petrus (1603)
- Chiesa di San Giuseppe (Tusa): Skulptur des Josef mit dem Jesusknaben, Kirche um 1600
- Chiesa Madre (Tusa): Prozessionsweg, Gemeinschaftsarbeit von Giovanni Battista und Giuseppe Li Volsi

## Stefano Li Volsi
Tätig in der ersten Hälfte des 17. Jahrhunderts, Holzbildhauer, Sohn von Giovan Battista, angeblich auch Schüler von Fazio und Vincenzo Gaggini
Werke (Auswahl)
- Chiesa della Mercede (Leonforte): Erzengel Michael
- Cattedrale Santa Maria la Nova (Caltanissetta): Bemalte Holzskulptur “Erzengel Michael”
- Cattedrale (Nicosia): Geschnitzte Sängerkanzel mit “David und die Harfe”
- Santa Maria Maggiore (Nicosia): Sänfte des Heiligen Laurentius

## Giuseppe Li Volsi
Tätig um 1600–1650, Bildschnitzer und Stuckateur, Bruder von Giovan Battista, Vater von Francesco Martino, Giovan Battista d. J. und Scipione Li Volsi
Werke (Auswahl)
- San Nicolo di Bari (Isnello): Sechs Stuckfiguren der Apostel (1607)
- Chiesa di Sant’Agostino (Gagliano Castelferrato): Holzstatue “Johannes der Täufer”, gemeinsam mit Sigismondo Li Volsi (1597)
- Basilica San Pietro (Collesano): Stuckdekoration im Presbyterium
- Chiesa Madre (Corleone): Hölzerner Chor (1584)
- Chiesa di San Nicolò (Pettineo) Entwurf des Hauptportals
- Museo Parrocchiale (Mistretta): Schnitzfigur “Sant Antonio Abate” (vor 1601)

## Sigismondo Li Volsi
Tätig in der ersten Hälfte des 17. Jahrhunderts, Holzbildschnitzer
Werke (Auswahl)
- Chiesa di Sant’Agostino (Gagliano Castelferrato): Holzstatue “Johannes der Täufer”, gemeinsam mit Giuseppe Li Volsi (1597)

## Martino Li Volsi
Tätig im 17. Jahrhundert, Bildhauer, Sohn von Giuseppe
Werke (Auswahl)
- Chiesa San Giovanni Battista (Tusa): Hauptaltar

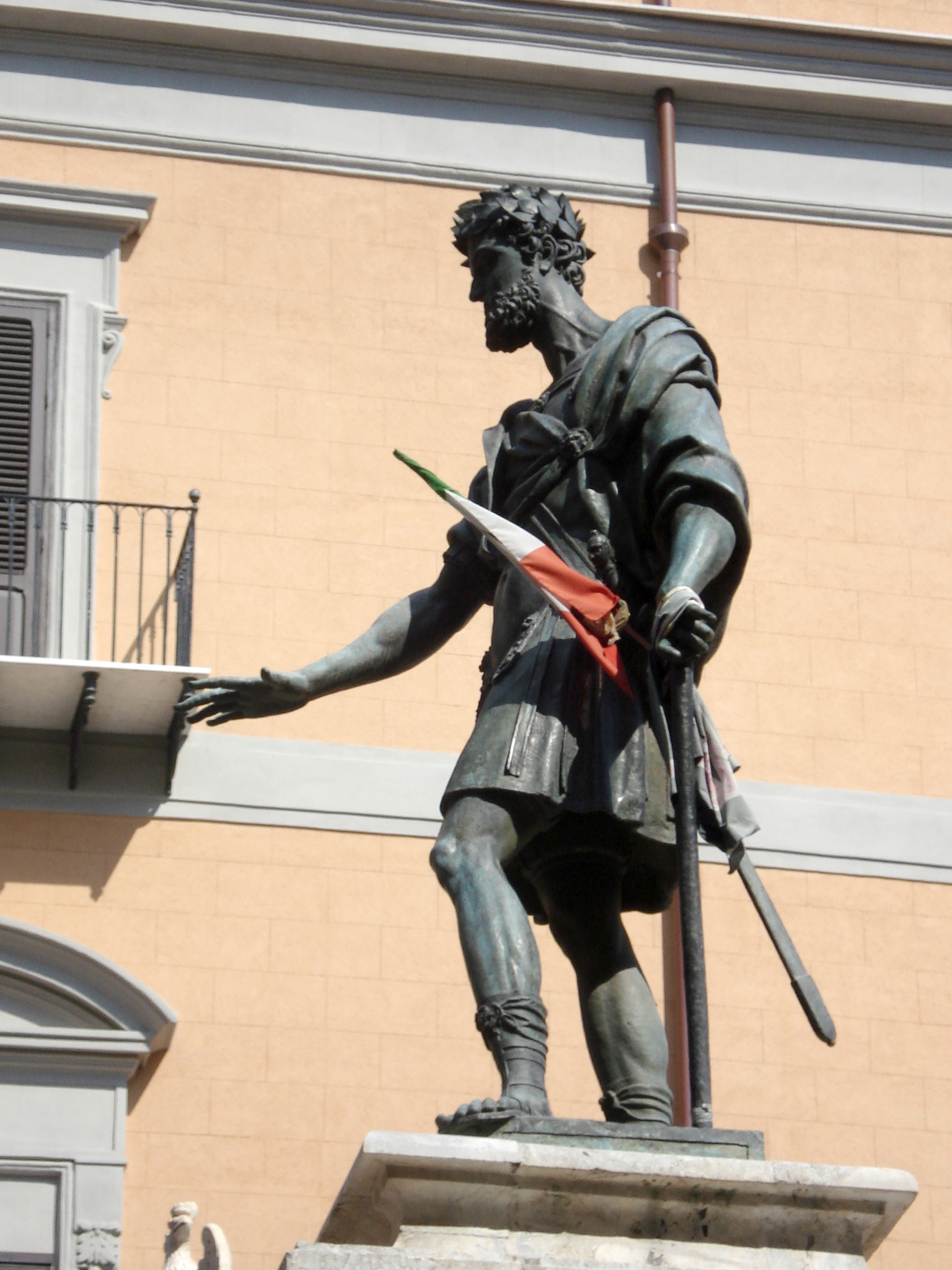
Scipione Li Volsi: Bronzedenkmal “Kaiser Karl V.” (1630). Palermo, Piazza Bologni

## Scipione Li Volsi
Tätig im 17. Jahrhundert, Bildhauer und Stuckateur, Sohn von Giuseppe, Bruder von Francesco, Schöpfer von Holz- und Bronzeskulpturen sowie von Fresken
Werke (Auswahl)
- Chiesa Matrice (Tusa) Schnitzskulpturen Madonna Assunta (1644) und Hölzerne Madonnenstatue in der Cappella del Santissimo Rosario (1632)
- Chiesa Nadre (Ciminna): Stuckdekoration
- Bologna, Piazza Bologni (Palermo): Bronzedenkmal für Kaiser Karl V. (1630)
- Cattedrale (Cefalù): Stuckdekoration (1650)
- Chiesa di Aracoeli (San Marco d’Alunzio): Hölzernes Kruzifix (1652)

## Francesco Li Volsi
Tätig im 17. Jahrhundert, Bildhauer und Stuckateur, Sohn von Giuseppe

## Giuseppe Li Volsi der Jüngere
Tätig im 17. Jahrhundert, Bildhauer und Stuckateur, Sohn von Francesco